# Wodzińscy herbu Jastrzębiec

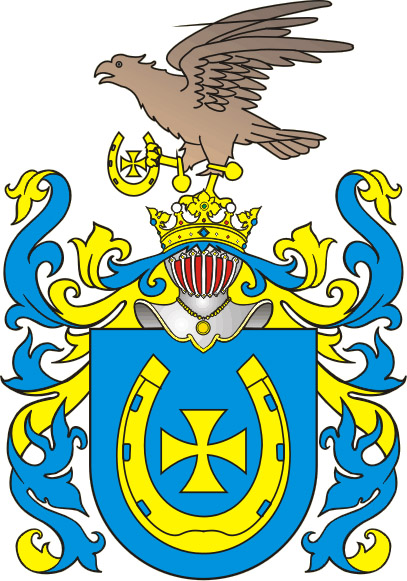
Herb Jastrzębiec

Wodzińscy herbu Jastrzębiec – ród szlachecki o polskich korzeniach wywodzący się z Mazowsza, pieczętujący się herbem Jastrzębiec. Wodzińscy byli przedstawicielami warstwy ziemiańskiej, o znanej historii sięgającej 1550 roku.
- W sferze politycznej, na przestrzeni jednego stulecia, rodzina Wodzińskich wydała trzech senatorów, w tym biskupa, wojewodę i kasztelana (kolejno Gabriela, Macieja i Karola), kilku posłów na sejm i starostę grodowego.
- W sferze wojskowej, wśród Wodzińskich znaleźli się dwaj generałowie i dowódca kawalerii pancernej, a wielu członków rodu było żołnierzami i oddało życie w bitwach i wojnach, walcząc za ojczyznę.
- W sferze kultury i sztuki znani byli szerzej przez malarkę i pianistkę, Marię Wodzińską, która była narzeczoną Fryderyka Chopina. oraz Antoniego Wodzińskiego, pisarza i pierwszego tłumacza na język francuski dzieł Henryka Sienkiewicza.
- W sferze edukacji zasłynęli przez Ignacego Wodzińskiego, który był komendantem Korpusu Kadetów (Szkoły Rycerskiej) i jego wuja Józefa Wodzińskiego, będącego dyrektorem wyszkolenia wojskowego w tej samej placówce, która szkoliła polskich dowódców, w tym Tadeusza Kościuszkę.

## Początki rodu
Wodzińscy wywodzą się z województwa sieradzkiego, a swoje nazwisko wzięli od rodowych dóbr Wodzin i Wodzinek. Tradycja herbowa łączy ich z Mszczujem Jastrzębcem, kasztelanem sandomierskim za czasów Bolesława Chrobrego.
Najstarsze zachowane dokumenty dotyczące Wodzińskich sięgają XVI wieku i osoby Wojciecha Wodzińskiego na Wodzinie i Wodzinku urodzonego ok. 1550r, który w 1580r był pisarzem ziemskim sieradzkim. Pozostawił po sobie dwóch synów, Andrzeja, chorążego liwskiego i Mikołaja Wodzińskiego, cześnika liwskiego.
To właśnie jeden z synów protoplasty Wojciecha, Mikołaj Wodziński, urodzony w 1630, był pierwszym Wodzińskim, który szerzej zasłużył się dla Polski i to od niego wywodzą się trzy gałęzie rodu.
Mikołaj zasłużył się wojskowo, doszedł do rangi rotmistrza (dowódcy) jednostki kawalerii pancernej Jana III Sobieskiego i brał udział w Bitwie pod Wiedniem.
Zdobył już także znaczny majątek, tj. rodowe gniazdo Wodzin i Wodzinek w Sieradzkiem, Wierzbno, Zimnowodę, Janówek, Cierpięta i Wylądowek w Liwskiém, Bogusławice, Goray, Lasiegniewice, Sułkowo, Siemnowo i Siemnówek na Kujawach.
To dzięki niemu Wodzińscy musieli zdobyć znacznie w Polsce, o czym świadczyć może fakt, że Marcin Oborski h.Pierzchała, marszałek sejmów 1666 i 1672, który miał dwie córki, Anielę wydał za Mikołaja Wodzińskiego a Annę za Michała Floriana Rzewuskiego (ojca hetmana wielkiego koronnego hrabiego Stanisława Rzewuskiego), słynnego dowódcę husarskiego, który poprowadził największą szarszę husarską w bitwie pod Wiedniem

## Trzy gałęzie rodu Wodzińskich
Historyk Teodor Żychliński w 1884 użył terminologii o trzech gałęziach rodziny Wodzińskich, zapoczątkowanych przez synów Mikołaja Wodzińskiego:
- Gałąź biskupia, nazwana od senatora biskupa Gabriela Wodzińskiego, związanej z dworem w Kterach i dworem w Zaborówku
- Gałąź wojewódzka, nazwana od senatora wojewody Macieja Wodzińskiego, związanej z dworem w Służewie
- Gałąź kasztelańska, nazwanej od senatora kasztelana Karola Wodzińskiego, związanej z dworem w Suchej

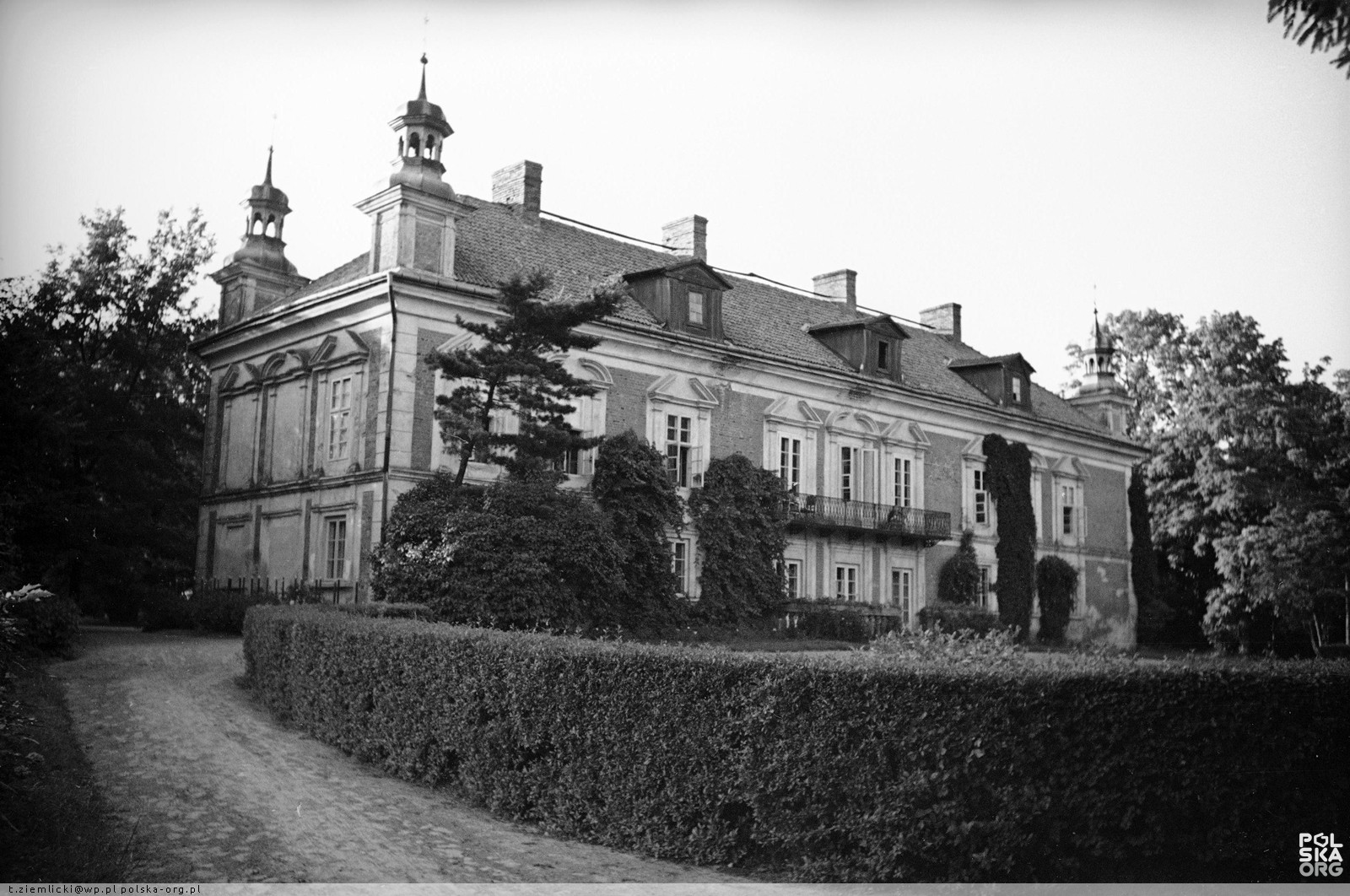
Dwór Wodzińskich w Służewie
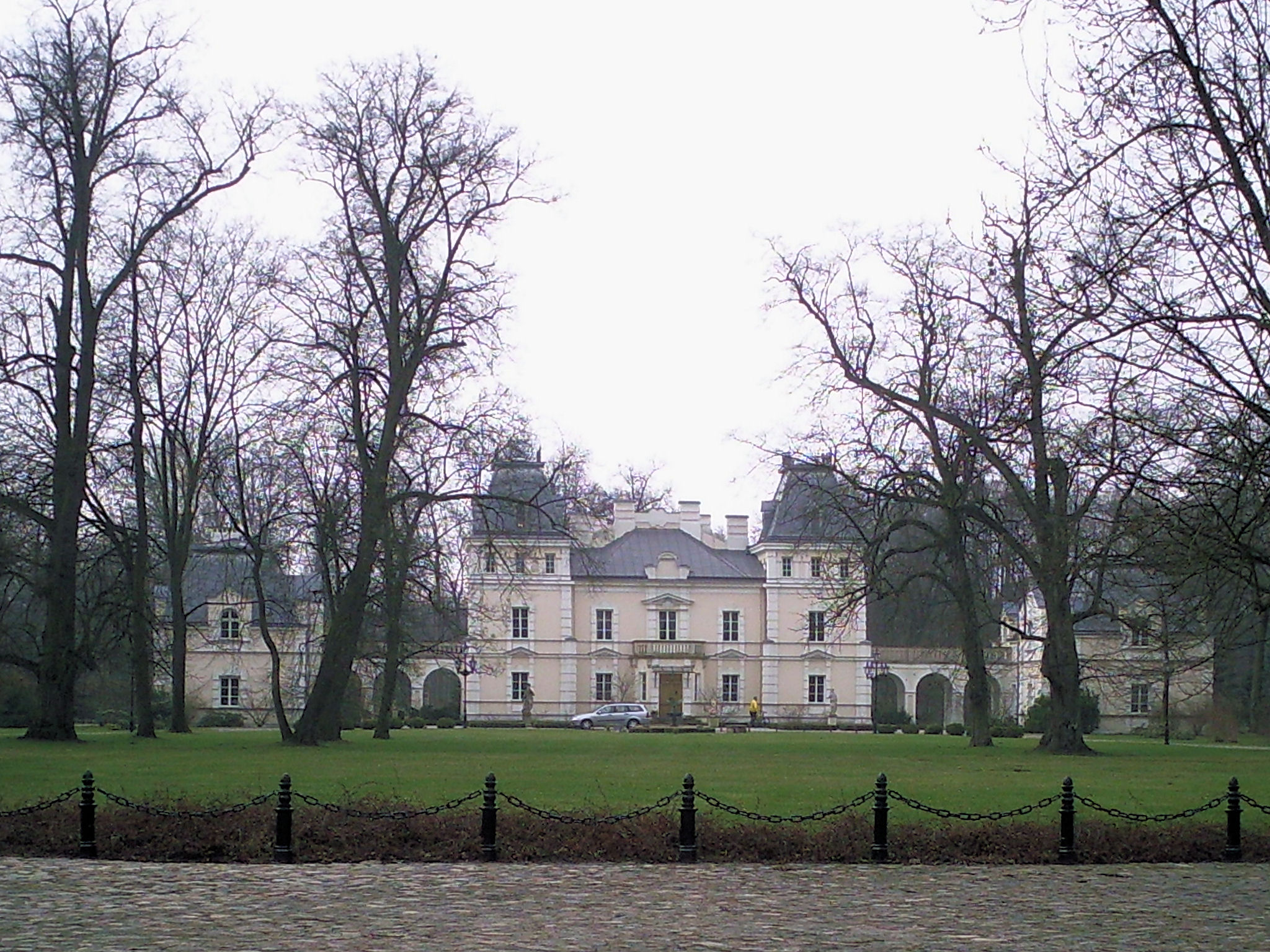
Dwór Wodzińskich w Suchej
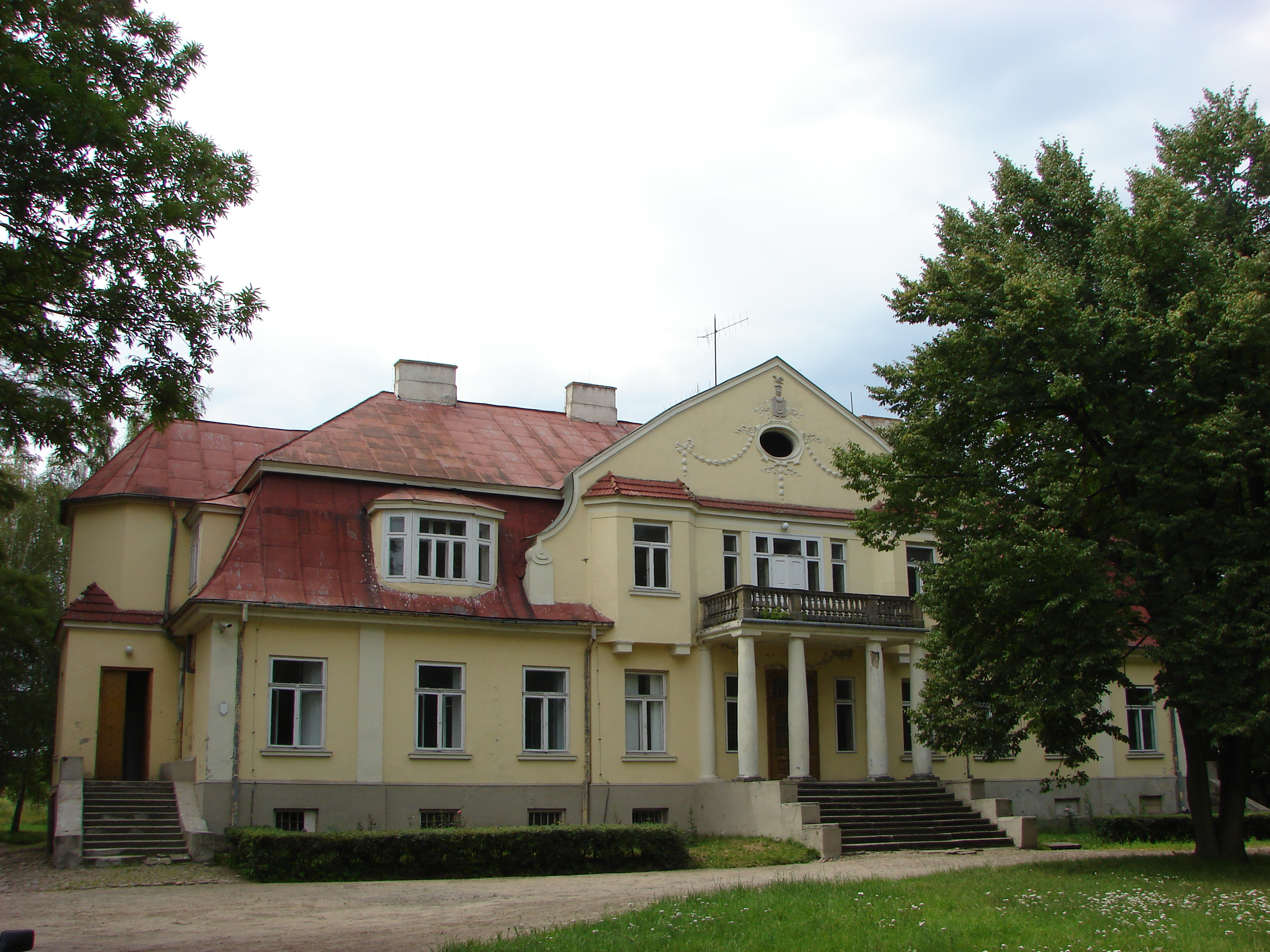
Dwór Wodzińskich w Kterach

Każda z tych gałęzi rozwijała się niezależnie, dalej rozrastając, jednak wiadomo, że Wodzińscy nie tylko w wieku XVII utrzymywali kontakt i relacje pomiędzy gałęziami, ale także przez kolejne 200 lat.
Wodzińscy, jak większość rodzin szlacheckich w Polsce, wskutek represji wobec szlachty i ziemiaństwa, nacjonalizacji przemysłu, dekretu o reformie rolnej z 1944 oraz finalnie Dekretu Bieruta z 1945 roku, bezpowrotnie utracili cały majątek i wszystkie posiadane ziemie.
W XXI wieku żyją potomkowie gałęzi biskupiej, a pozostałe gałęzie wygasły.

## Wybrani przedstawiciele rodziny
Gałąź biskupia:
- Gabriel Wodziński (1727-1788) - senator, biskup smoleński, kanonik warszawski, odznaczony Orderem Orła Białego
- Marianna Wodzińska ks. Radziwiłłowa (1783-1823) - primo voto Walewska secundo voto księżna Ludwikowa Mikołajowa Radziwiłłowa (ciekawostka: przez Walewskich była de facto bratową syna Napoleona Bonaparte)
- Tomasz Wodziński (1802-1868) - znany hodowca koni półkrwi angielskiej, który rozsławił stadninę w Kterach. Jeden z jego koni, MIDAS, był w pewnym momencie najszybszym koniem wyścigowym w Polsce wygrywając "Derby International" w Warszawie oraz Derby Cesarskie w Moskwie[4]

Gałąź wojewódzka:
- Jan Paweł Wodziński (1770-) - poseł na sejm, właściciel ziemski
- Maciej Wodziński (1782-1848) - senator wojewoda, Prezes Senatu w trakcie Powstania Listopadowego, adiutant księcia Karola Kniaźiewicza, żołnierz kampanii napoleońskich
- Maria Wodzińska (1819-1896) - pianistka i malarka, narzeczona Fryderyka Chopina
- Antoni Wodziński (1812–1846) - oficer, uczestnik Powstania Listopadowego i walk niepodległościowych w Hiszpanii, przyjaciel Fryderyka Chopina
- Antoni Wodziński (1848-1912) - pisarz, tłumacz na język francuski m.in. twórczości Henryka Sienkiewicza

Gałąź kasztelańska:
- Karol Wodziński (1772 - 1819) - senator kasztelan Księstwa warszawskiego, generał major, starosta, sędzia
- Ignacy Wodziński (1745 - 1815) - generał major, adiutant króla Stanisława Augusta, komendant Szkoły Rycerskiej
- Józef Wodziński (1696 - ?) - podkomorzy liwski, wykładowca w Szkole Rycerskiej (dyrektor wyszkolenia wojskowego). Żonaty z księżną Anielą Woroniecką[5].
- Stanisław Wodziński - generał wojsk polskich, kawaler Legii Honorowej, dowódca legionu w Legionie polskim na wyspie st. Domingo, gdzie poległ śmiercią bohaterską (do czego odnosi się Kraszewski w Tułaczach)[6]